# Cunevo
Cunevo (Nones: Cunéo, deutsch veraltet: Kuen) ist eine Fraktion der italienischen Gemeinde (comune) Contà in der Provinz Trient, Region Trentino-Südtirol.

## Geografie
Der Ort liegt etwa 25 Kilometer nordnordwestlich von Trient auf einer Höhe von 575 m.s.l.m. auf der orographisch rechten Seite des Nonstals.

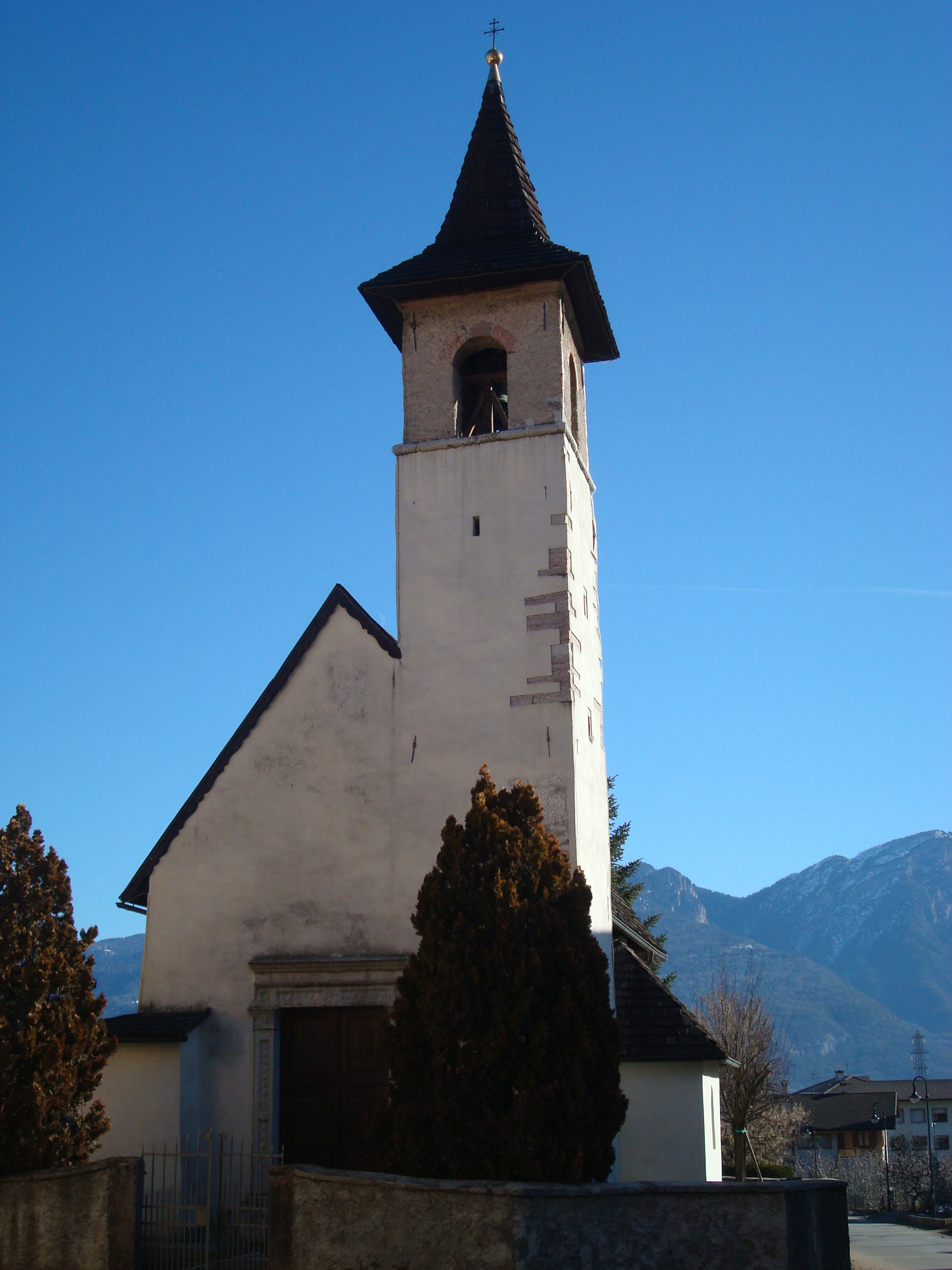
Kirche San Lorenzo in Cunevo

## Geschichte
Cunevo war bis 2015 eine eigenständige Gemeinde und schloss sich am 1. Januar 2016 mit Terres und Flavon zur neuen Gemeinde Contà zusammen. Die Gemeinde Cunevo hatte am 31. Dezember 2015 602 Einwohner auf einer Fläche von 5,55 km². Nachbargemeinden waren Campodenno, Denno, Flavon, Terres und Tuenno. Die Gemeinde gehörte zur Talgemeinschaft Comunità della Val di Non.